# Замок коварства и любви
Замок коварства и любви — природный памятник, скальное образование в окрестностях Кисловодска. Представляет собой обрывистый мыс одного из куэстовых отрогов Скалистого хребта, возвышающийся над долиной реки Аликоновки с её левого берега. Абсолютная высота — 950 м, превышение над основанием — около 80 м. Сложен доломитизированным известняком. 
Туристическая достопримечательность. Для обслуживания туристов поблизости работает комплекс из ресторана и гостиницы постройки 1939 года, стилизованной под башню средневекового замка. Название скалы и туристического объекта происходит от местной легенды о несчастной любви дочери местного князя и простого пастуха.

## Транспорт
Автобус № 5 «Железнодорожный вокзал — пос. Зеленогорский» до остановки «Цветочная улица», затем 1,5 км пешком. Либо на туристическом автобусе в составе организованной туристической группы.

## Иллюстрации

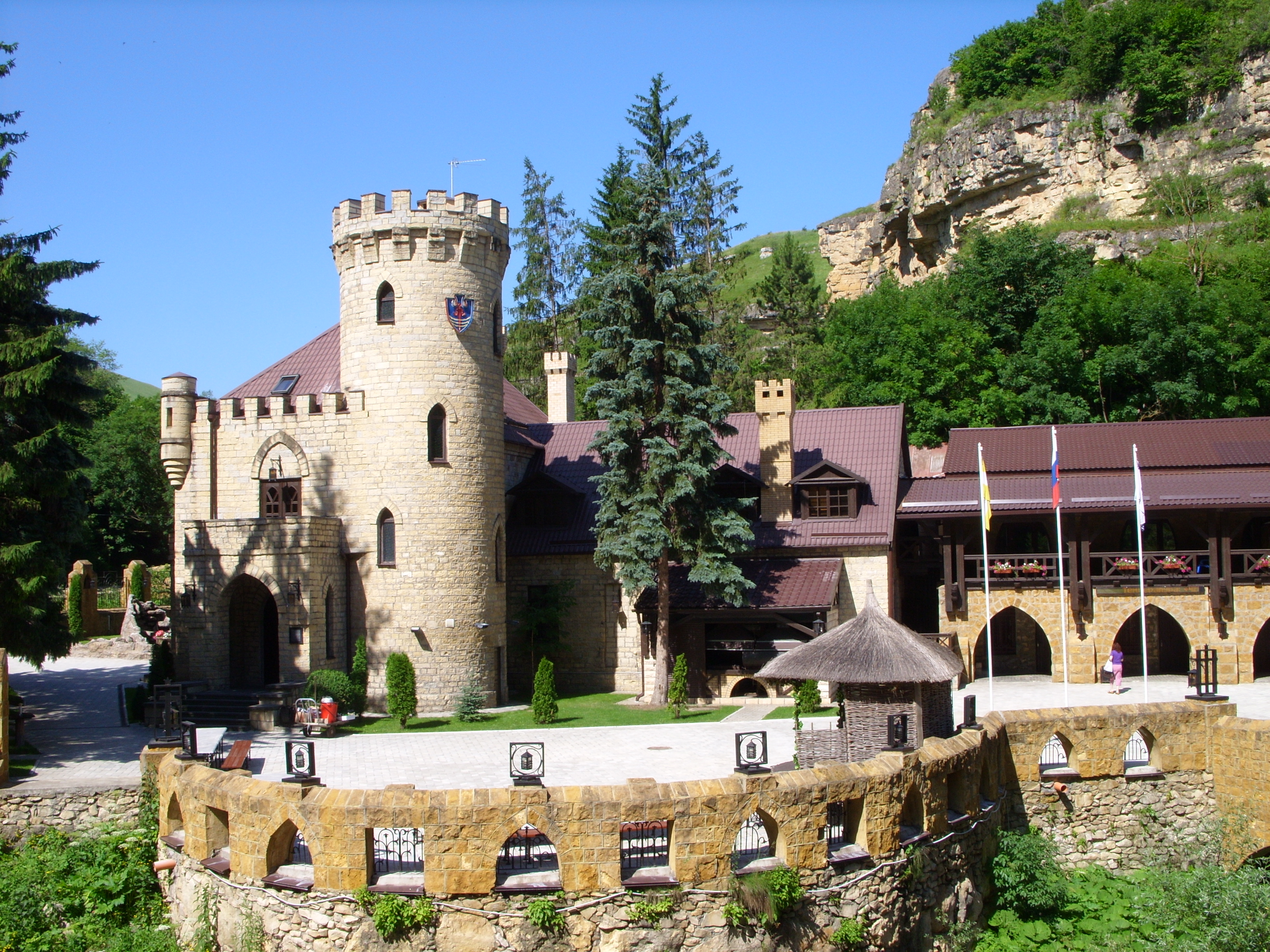
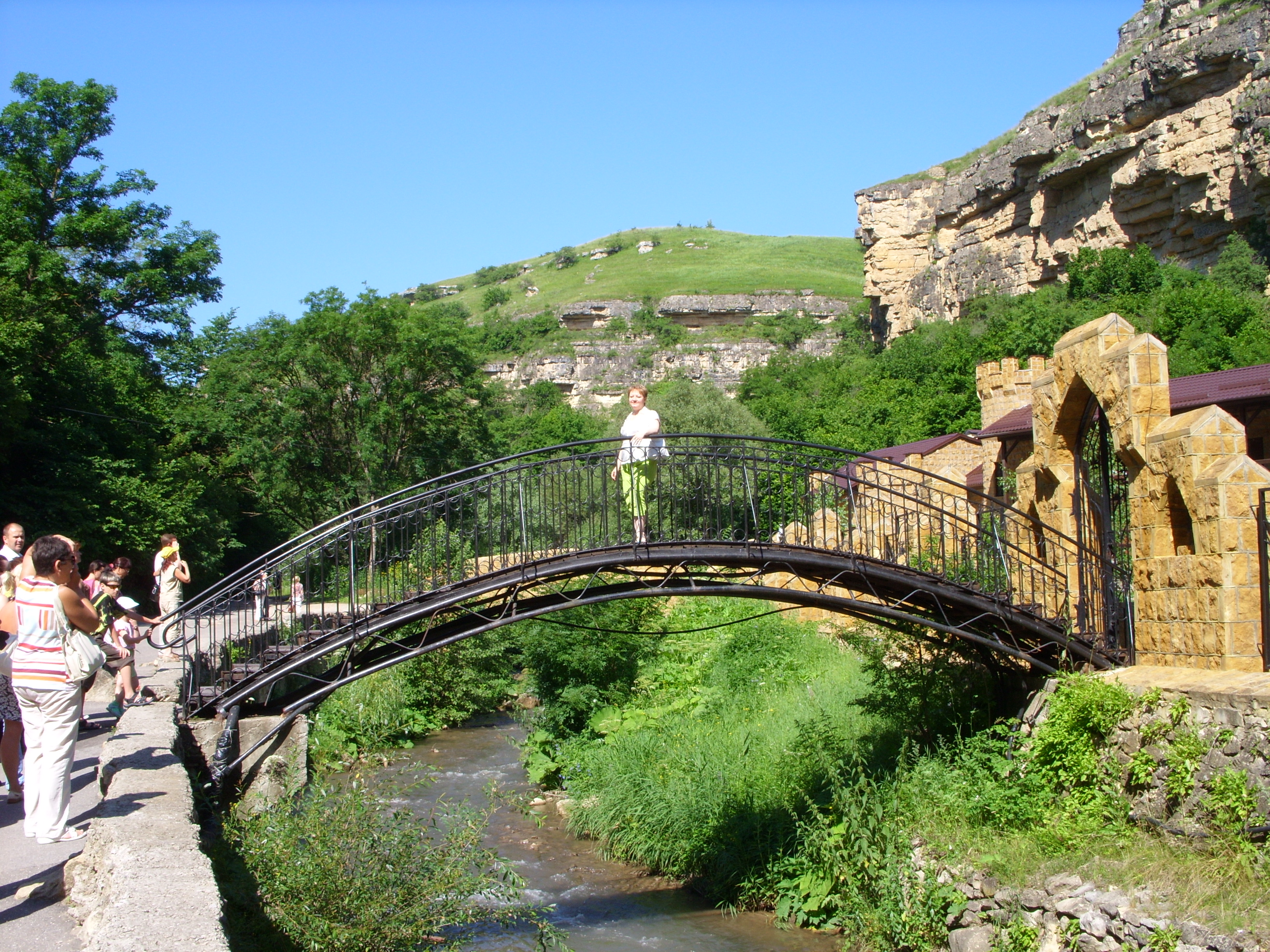
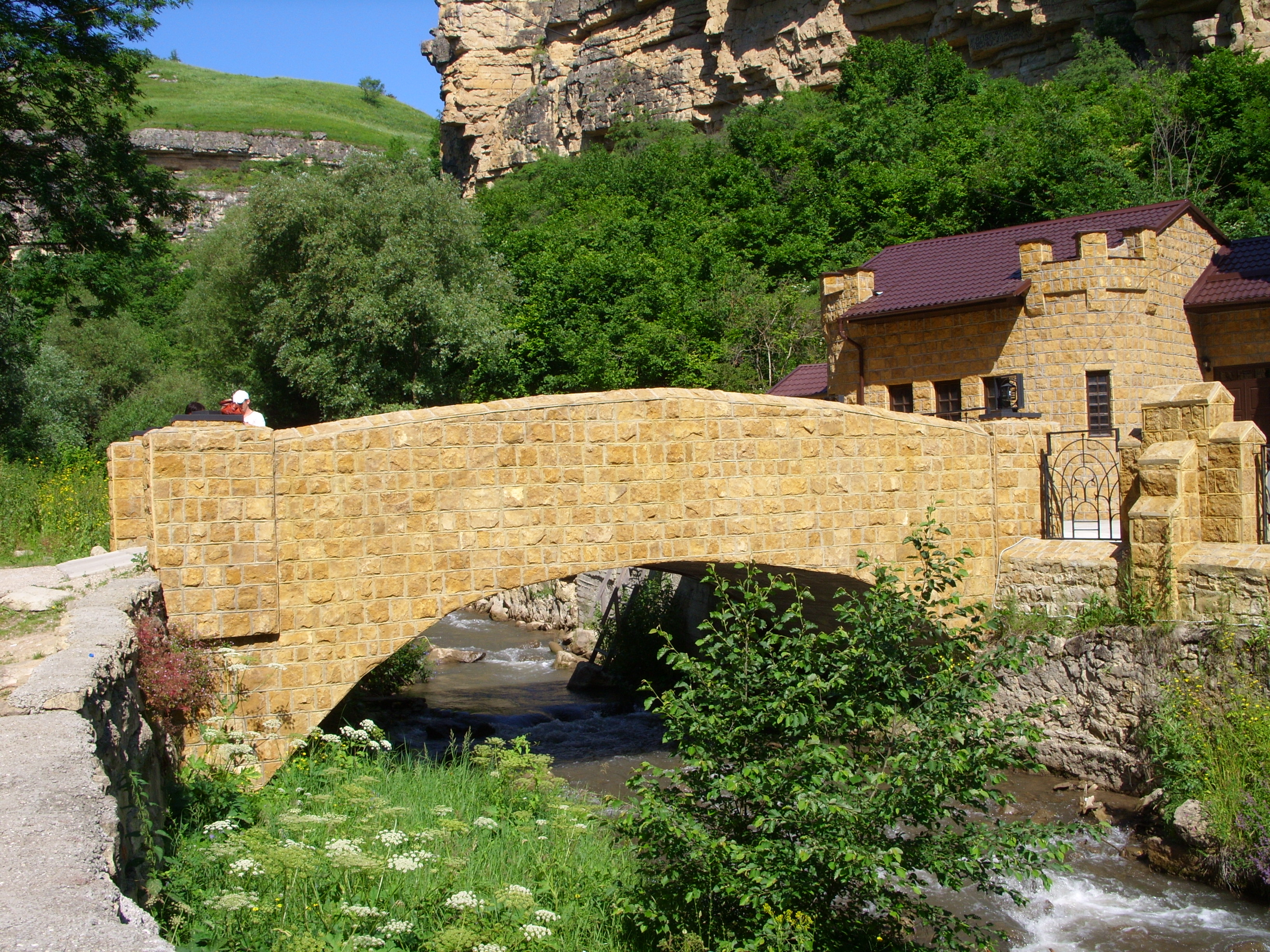
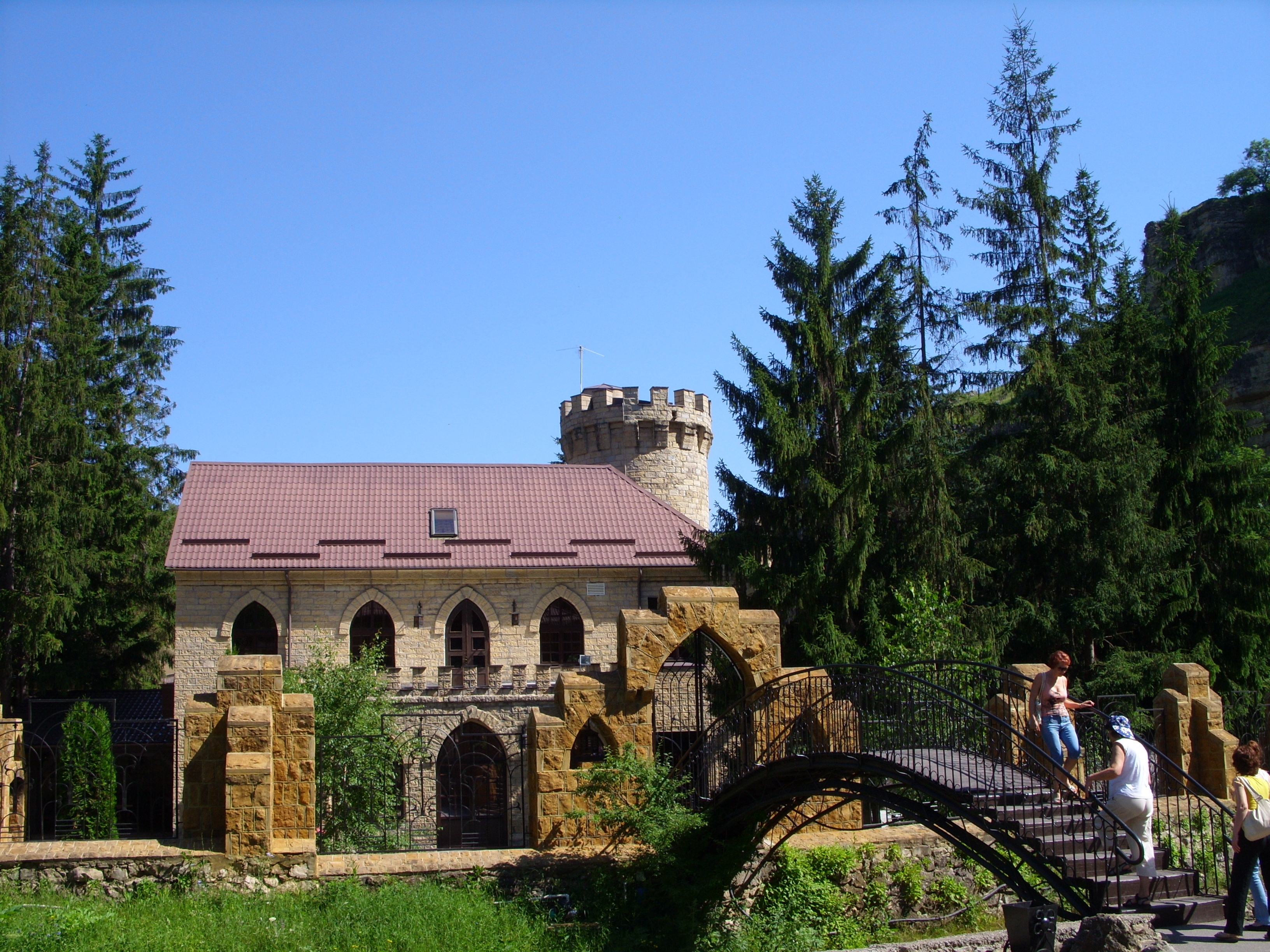